# Luis Ortega Cruz
Luis Ortega Cruz, más conocido como Pirulo, (Madrid, 1924 - Arganda del Rey, 29 de enero de 2009) fue un vendedor ambulante y activista español, que se convirtió en una figura popular del Parque del Retiro de Madrid.

## Trayectoria
Nació en 1924 en la calle Ibiza de Madrid. Era hijo de emigrantes de Jumilla (Murcia). Entre mayo de 1942 y 1995, regentó un puesto ambulante de intercambio de cromos y tebeos y de venta de globos y chucherías junto a la Puerta de América del Parque del Retiro de Madrid, en la avenida de Menéndez Pelayo. Además, organizó varios concursos y juegos infantiles en el parque.
Trabajó y sostuvo económicamente tres comedores infantiles, socorría a niños pobres o enfermos y ayudó a familias con dificultades económicas. Además, implicó en diversas actividades vecinales con los curas rojos, entre los que se encontraban el padre José María de Llanos y Carlos Jiménez de Parga, en barrios como el del Pozo del Tío Raimundo.
Ortega fue un defensor de los Jardines del Buen Retiro de Madrid, y durante la década de 1980 denunció aspectos como el estado de conservación del parque para reclamar su protección, mantenimiento y cuidado. En 1982, fundó la Asociación de Amigos de El Retiro.
Contó con una columna semanal en el periódico Pueblo, desde la que denunciaba las circunstancias de las clase obrera en la periferia de Madrid.
Falleció en 2009, a los 85 años, en una residencia de la localidad madrileña de Arganda del Rey a causa de fibrosis pulmonar.

## Reconocimientos
El 7 de agosto de 1951, Torcuato Luca de Tena Brunet escribió en el diario ABC que la figura de Ortega era una de las más famosas de España, por sus “virtudes caritativas” y su “desbordante personalidad”.
El 3 de julio de 1988, fue homenajeado por la Junta Municipal del Distrito de Retiro con una placa conmemorativa. El acto contó con la presencia de la actriz y cantante Lolita Sevilla, con la que Ortega mantuvo una estrecha amistad, y fue presentado por el cómico El Gran Wyoming y el periodista Moncho Alpuente. La Asociación de Amigos de El Retiro colocó una placa en su honor.
En su faceta reivindicativa logró ser recibido por diversas personalidades entre las que se encontraron el Conde de Barcelona Juan de Borbón, y figuras políticas como Alberto Ruiz-Gallardón, Ana Botella y los presidentes del Gobierno de España Felipe González y José María Aznar.